# Guyra
Guyra est une ville (town) australienne située dans la zone d'administration locale de la région d'Armidale en Nouvelle-Galles du Sud.

## Géographie
Guyra se situe dans la région de Nouvelle-Angleterre au nord-est de la Nouvelle-Galles du Sud, à 567 km au nord de Sydney sur la New England Highway.
Établie à 1 330 m d'altitude, c'est une des localités les plus élevées et les plus froides d'Australie.

## Histoire
La localité est fondée en 1885. Elle est le chef-lieu du comté de Guyra de 1906 à 2016, date à laquelle celui-ci est supprimé et intégré au sein de la nouvelle zone d'administration locale de la région d'Armidale.

## Démographie
| 2001  | 2006  | 2011  | 2016  | 2021  |
| ----- | ----- | ----- | ----- | ----- |
| 1 725 | 1 758 | 1 947 | 1 983 | 2 077 |